# B36 Tórshavn
O B36 Tórshavn é um clube de futebol das Ilhas Faroe, da cidade de Tórshavn.

## História
O B36 Tórshavn foi fundado oficialmente em 28 de março de 1936. No começo, levou um tempo para o principal noticiário das Ilhas Faroe publicar notícias sobre o B36, mas depois de bons resultados, conquistaram espaço e atualmente é um dos principais times do futebol faroês.
A equipe foi campeã da primeira edição da Supercopa, em 2007, e uma das duas equipes faroesas a ter ganho a Copa Atlântica (antiga competição entre o campeão islandês e o campeão faroês) junto com o HB, além de ter 5 títulos da Copa das Ilhas Faroe e ter ganho por 11 vezes o Campeonato, a última delas em 2011.

## Títulos
- Campeonato Faroês: 11
  - 1946, 1948, 1950, 1959, 1962, 1997, 2001, 2005, 2011, 2014, 2015.
- Copa das Ilhas Faroe: 7
  - 1965, 1991, 2001, 2003, 2006, 2018, 2021.
- Supercopa das Ilhas Faroe: 1
  - 2007.
- Copa Atlântica: 1
  - 2006.
- Segunda Divisão Faroesa: 1
  - 1985.

## Elenco atual
Última atualização: 16 de março de 2025.